# 天主教利馬總教區
天主教利馬總教區（拉丁語：Archidioecesis Limana）是羅馬天主教會以秘魯首府利馬為中心的一個總主教區。下轄六個教區、一個自治監督區。
現任總主教為若望·西普里亞尼樞機，輔理主教三人。2006年有教友2,852,257名，佔轄區總人口達90.0%。由613名司鐸名管理113個堂區。
1541年5月14日升為教區，受轄於塞維利亞總教區。1546年2月16日升為總教區。現任總主教為嘉祿·卡斯蒂略-馬塔索格利奧，輔理主教為利則·奧斯定·羅德里格斯-阿爾瓦雷斯和威廉·狄鐸·埃利亞斯-米爾拉雷斯，榮休總主教為若望·西普里亞尼樞機，榮休輔理主教為亞德·托馬西。